# Justos entre las Naciones

‘’yo les daré en mi Casa y dentro de mis muros
 un monumento (Yad) y un nombre (Shem)

más valioso que los hijos y las hijas:

les daré un nombre perpetuo, que no se borrará
Biblia, Isaías, 56:5

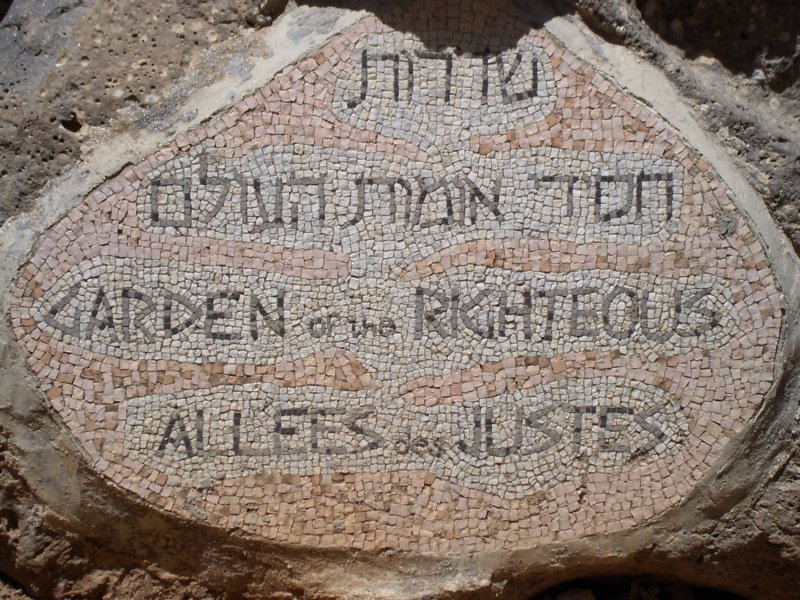
Inscripción a la entrada del "Paseo de los Justos", en "Yad Vashem: Centro Mundial de Conmemoración de la Shoá" de la ciudad de Jerusalén. El nombre de este lugar conmemorativo remite a un pasaje bíblico: ‘’yo les daré en mi Casa y dentro de mis muros
un monumento (Yad) y un nombre (Shem)
más valioso que los hijos y las hijas:
les daré un nombre perpetuo, que no se borrará

Justos entre las Naciones (en hebreo: חסידי אומות העולם; transcrito como Jasidei Umot Ha-Olam) es una expresión del judaísmo empleada para referirse tradicionalmente al conjunto de aquellas personas que no pertenecen al pueblo judío, a los que también denomina como noájidas o ger toshav, que merecen consideración y respeto por observar una conducta moral acorde con los Siete preceptos de las naciones y a los que, según esta creencia, les espera una recompensa Divina.
Tras la constitución del Estado de Israel, esta expresión también designa de manera oficial a un programa de reconocimiento y distinción aprobado mediante una ley de 1953 por el Knéset o Parlamento israelí. Desarrollado a partir de 1963 por Yad Vashem, Institución creada para honrar a las víctimas y los héroes del Holocausto o Shoá, con el objeto de rendir el máximo honor a aquellas personas que, sin ser de confesión o ascendencia judía, prestaron ayuda de manera altruista y singular a las víctimas, por su condición de judíos, de la persecución emprendida por el régimen nacionalsocialista del Tercer Reich alemán y otros afines en Europa con anterioridad y durante la Segunda Guerra Mundial.
Estas personas reciben el título de "Justo de las Naciones" o "Justo" que se les otorga, junto con otros privilegios, en nombre del Estado de Israel y del "pueblo judío", en forma de un diploma certificado y de la denominada "Medalla de los Justos" en la cual, una inscripción remite a una frase del Talmud que simboliza la fe en la Humanidad:

"Quien salva una vida salva al Mundo entero". Mishná 4:5

Hasta el 1 de enero de 2022, un total de 28.217 personas de 51 países distintos habían sido declaradas "Justas de las Naciones" entre cada uno de sus nombres registrado por el Yad Vashem e inscrito en el "Muro de Honor del Jardín de los Justos" en Jerusalén. 

## La noción de "Justos" en la tradición religiosa judía
Según una de las tradiciones del judaísmo, la mayoría de los preceptos y obligaciones que contiene la Torá o sus comentarios, deben ser observados solamente por los creyentes judíos a quienes se les supone haberlos recibido por transmisión de sus antepasados familiares. Estas obligaciones, que se recopilan en los 613 mandamientos o mitzvot, no afectan en principio a los no judíos, quienes tienen que seguir reglas de conducta menos detalladas pero que, si respetan particularmente los 7 mandamientos dados a Noe, la tradición permite su reconocimiento, y entonces se los llama Justos de las Naciones o gentiles y son a quienes según la religión judía, les espera una recompensa divina.
Uno de los ejemplos de gentiles es personificado en la figura bíblica de Job o la de Melquisedec. 
Según la Halajá, los 7 preceptos divinos que deben ser observados por los no judíos son:
1. No adorar falsas deidades y reconocer un solo Dios;
2. No blasfemar en su contra;
3. Apoyar los tribunales de Justicia que fomenten y garanticen el respeto de la moral pública;
4. Perseguir y sancionar la muerte violenta;
5. Perseguir y sancionar el robo;
6. Repudiar las conductas inmorales y aquellas sexualmente perversas que destruyan los lazos de la familia;
7. Prohibir el consumo de animales vivos.

Estos preceptos fueron según la tradición enunciados por mediación divina en tiempos del patriarca Noé a toda la Humanidad tras sobrevivir al Diluvio y por ello, son considerados como esenciales por los rabinos, si bien existen otros ordenamientos que incumben a los no judíos pero de menor imperativo en su seguimiento.
Según educan los rabinos, las sociedades que violan deliberadamente estos preceptos no pueden sobrevivir y se exponen a su decadencia y destrucción como ilustra el episodio de Sodoma y Gomorra, de manera que su supervivencia es mantenida por la voluntad divina en defensa del Bien de los "Justos" que viven en el seno de la sociedad. 
Durante la Edad Media, el término "Justos" fue difundido por las obras literarias generalmente con el sentido de designar a aquellos que muestran consideración hacia los judíos. El Sefer Ha Zohar califica como "Justos" a todo no judío que se comporta con justicia.

### Noájida
Es un término moderno para hacer referencia a quien sigue las creencias judías, sin ser judío; y acepta seguir los Siete preceptos de las naciones; es decir, a quienes desde la antigüedad eran denominados por los judíos (y los antiguos israelitas) como Bnei Noaj, Jasidei Umot Ha-Olam, Yir'ei HaShem o Ger toshav. En la actualidad, el noájida que habita el Estado de Israel es denominado Ger Toshav. 
Bnei Noaj (en hebreo: בני נח, ‘Hijos de Noé’ o ‘Noájida’), en la tradición judía se refiere a todos descendientes de Noé, es decir a toda la humanidad, a la cual Dios encomendó la observancia de Siete preceptos de las naciones.
Jasidei Umot Ha-Olam (en hebreo: חסידי אומות העולם, ‘Justo entre las Naciones’), se refiere a personas de confesión no judía o extranjeros, que merecen consideración y respeto por observar una conducta moral acorde con los Siete preceptos de las naciones, y a los que, según esta creencia, les espera una recompensa Divina en el "Mundo Venidero"
Yir'ei HaShem: Traducido como "Temerosos de Hashem", es una frase de la Biblia hebrea que hace mención a los no judíos que adoran únicamente al Dios de Israel. Mencionados como "Temerosos de Dios" o "Temerosos del Cielo" en la literatura clásica (griega, romana, judía), en los escritos cristianos de Hechos de los Apóstoles, e inscripciones en antiguas sinagogas descubiertas en Afrodisias, Panticapeo, Tralles, Sardis, Venosa, Lorium, Rodas, Deliler y Mileto. En griego eran denominados como Theosebians, Sebomenoi o Phobeomenoi.
Ger toshav (en hebreo: גר תושב, ‘extranjero residente’), es un término halájico utilizado antiguamente, para designar el estatus legal de un gentil (no-judío) que habitaba la Tierra de Israel y que no deseaba convertirse en judío, pero acepta observar las Leyes de Noé de manera vinculante, en presencia de un tribunal conformado por tres rabinos. Reciben por parte del pueblo judío cierta protección legal y ciertos privilegios en la sociedad judía sobre el resto de extranjeros, como la obligación de prestarle ayuda cuando lo necesite. Considerándolo Justo entre las Naciones y la observancia de las leyes noájidas le otorga un lugar en el "Mundo Venidero". Este término dejó de ser utilizado tras la destrucción del Segundo Templo, empezándose a utilizar nuevamente desde el establecimiento del Estado de Israel.Según la halajá, a diferencia del Sabbat goy, el Ger Toshav residente en Israel, tiene la restricción de trabajar en Sabbat.

## Programa Yad Vashem
Tras el final de la Segunda Guerra Mundial, los procesos de Núremberg expusieron a la luz pública el detalle de los graves crímenes y abusos masivos emprendidos por el régimen nacionalsocialista en contra de las personas de religión o ascendencia judía en Europa, fenómeno conocido como Holocausto o Shoá. Poco después de la constitución de Israel como Estado independiente en 1948, la necesidad de conmemorar a los "mártires" de tales acontecimientos abrió un debate en la sociedad del nuevo país durante los primeros años de la década de 1950 que adquirió una dimensión política cuando en marzo de 1953, el gobierno presidido por David Ben Gurion presentó ante el Knéset o Parlamento de Israel el proyecto de Ley titulado "sobre la conmemoración de los mártires y héroes - Memorial de Yad Vashem". Tras el debate, el proyecto resultó ampliado a la cuestión de los no judíos que por su comportamiento merecían un reconocimiento equivalente a la consideración tradicional de "Justos de las Naciones". La Institución Memorial de Yad Vashem quedó finalmente constituida según la Ley de 19 de agosto de 1953 con los objetivos definidos en el artículo I. 
No fue hasta 1963 que, como consecuencia del impacto social del proceso emprendido contra Adolf Eichmann en Jerusalén que se dio a conocer a la opinión israelí casos relevantes de judíos ayudados por otras personas, el Yad Vashem aplicó activamente la disposición de la ley de 1953 y se constituyó  una Comisión permanente, presidida por el jurista Moshe Landau, que también había presidido la sala que procesó a Eichmann, y el Dr Arieh Kubovy, director del Yad Vashem, y se emprendió desde entonces la búsqueda sistemática e identificación de los "Justos". Poco después, durante los años 1970, la Comisión fue dirigida por un superviviente de la Shoá, Moshe Bejski y quedó constituido el Departamento de los Justos del Yad Vashem.
El Yad Vashem estima que tal reconocimiento de "Justos" cumple con objetivos a la vez educativos pero también morales y políticos:
- Israel se reconoce la obligación ética de honrar a los no judíos distinguidos como "Justos", en nombre del pueblo judío.
- Los actos de los "Justos" demuestran, a ojos del Yad Vashem, que fue posible la ayuda a pesar del aparato represivo del régimen nazi.

### Mecanismo de reconocimiento

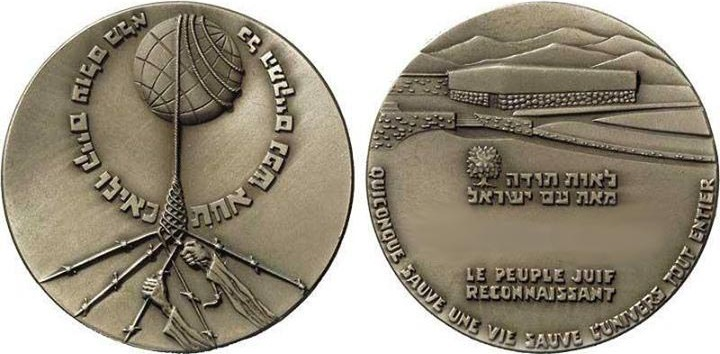
Anverso (izquierda) y reverso (derecha) de la medalla de los Justos

Desde 1963, una comisión presidida por un juez del Tribunal Supremo de Israel es la encargada del proceso de reconocimiento de una persona a la distinción de "Justo". 
La comisión sigue un protocolo en aplicación de diversos criterios que regulan el método de información y documentación, si bien, es basándose en testimonios directos y entrevistas con testigos directos que se fundamenta principalmente el dosier de reconocimiento en el que a término se debe poder confirmar:
- el hecho de haber aportado la ayuda a la persona judía si esta se encontraba en una situación de imposibilidad, amenazada de deportación hacia un campo o en peligro de muerte.
- el hecho de que aportando esa ayuda de manera deliberada, el "Justo" era consciente de poner en peligro su seguridad, libertad individual o incluso vida, ya que la asistencia a los judíos era penada como crimen por las autoridades nazis.
- el hecho haber actuado de manera altruista, sin buscar recompensa o compensación alguna por la ayuda prestada.[17]

Una vez que la persona es reconocida como "Justa" se le entrega a ella o a sus representantes una medalla y certificado en una ceremonia pública a la que asisten las autoridades y representantes de las personas a las que le prestó ayuda. El nombre del "Justo" es después grabado en el muro de honor del "Jardín de los Justos" que se encuentra en las dependencias del memorial Yad Vashem aunque inicialmente, se procedía a la plantación de un árbol costumbre que tuvo que abandonarse por falta de espacio. Cada "Justo" recibe una pensión económica equivalente al salario medio de Israel mientras que sus parientes pueden beneficiarse de las ayudas sociales y sanitarias del Estado. En caso de grave dificultad, la "Fundación judía para los Justos" con sede en Nueva York puede movilizar las reservas del Fondo Anne Frank, depositados en Basilea, para ayudar a la persona especialmente, en los gastos médicos. También se facilita al "Justo" y su familia el acceso a Israel para fijar su residencia.
Por otra parte, la ley autoriza también al Yad Vashem a otorgar la ciudadanía honoraria al Justo o si ha fallecido, la ciudadanía conmemorativa del Estado de Israel.

### Los Justos

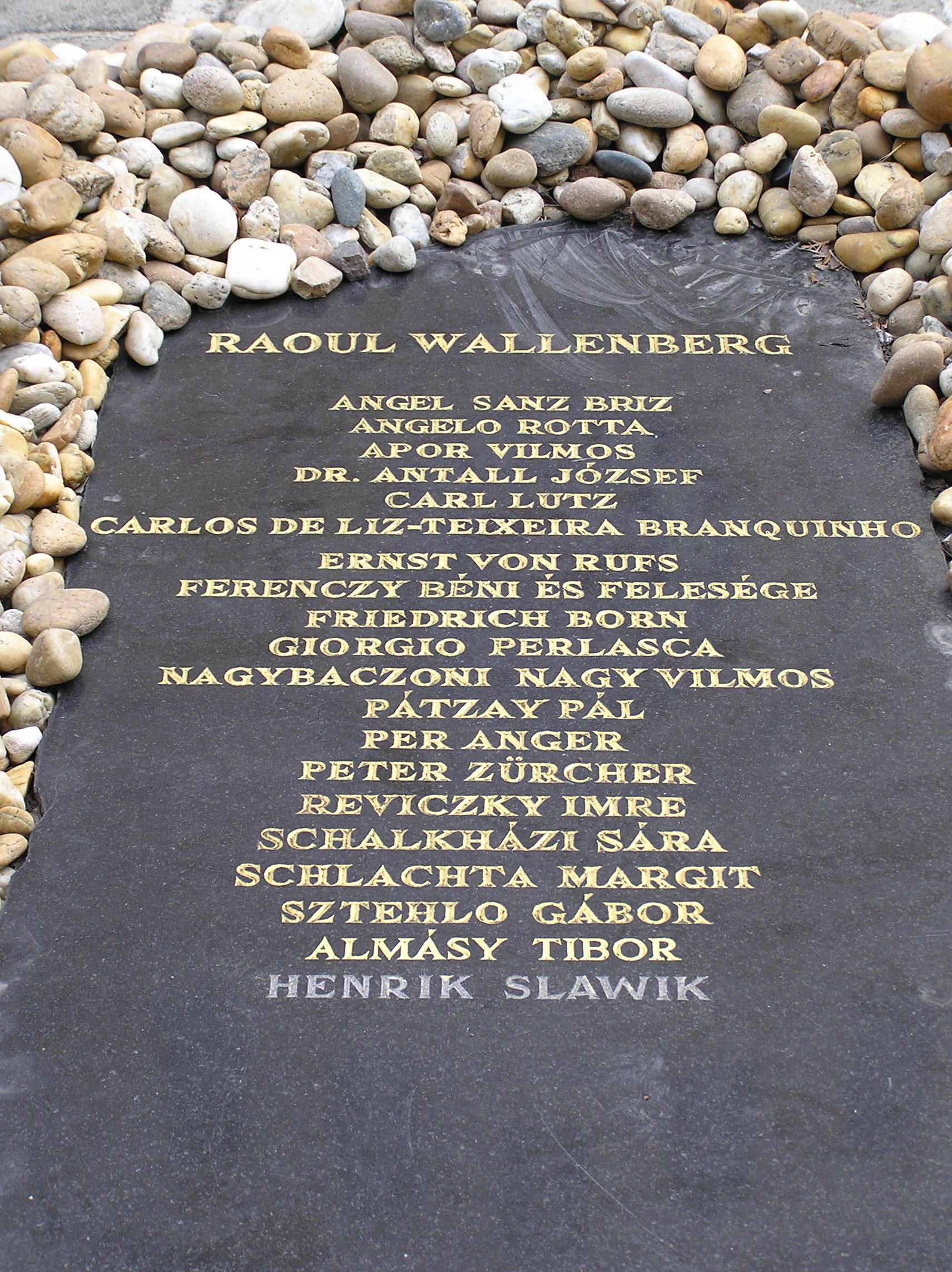
El monumento de los Justos de las Naciones, en el parque Raoul Wallenberg (Budapest), con Ángel Sanz Briz y Giorgio Perlasca.

Hasta el 1 de enero de 2021, el Yad Vashem había registrado a 27.921 "Justos" de 42 países diferentes entre las que destacan los nacionales de Polonia (7.177 Justos), Países Bajos (5.910) Francia (4.150), Ucrania (2.673) y Bélgica que acumulan entre ellas a más del 75% de los registrados.
El perfil de los "Justos" es diverso, si bien destacan las personas distinguidas por actuar en nombre de imperativos religiosos, como aquellas que pertenecían a las diversas iglesias cristianas pero también otras que actuaron por motivos humanitarios o que aun perteneciendo a organismos del Estado represor se opusieron a las instrucciones de sus superiores, como gendarmes, policías y militares. 
También han sido reconocidos como "Justos" diversos funcionarios y miembros de los cuerpos diplomáticos:
- José Ruiz Santaella, diplomático y agregado en la embajada española de Berlín
- Sebastián Romero Radigales, diplomático español y cónsul general de España en Atenas
- Angelos Evert, director de la policía de Atenas
- Paul Grüninger, comandante de la policía suiza de Saint Gal
- Eduardo Propper de Callejón, diplomático y Primer Secretario en la embajada española de París
- Aristides de Sousa Mendes, cónsul general de Portugal en Burdeos
- Ángel Sanz Briz, diplomático y embajador de España en Hungría
- Carl Lutz, embajador de Suiza en Hungría
- Sempo Sugihara, cónsul general de Japón en Lituania
- Raoul Wallenberg, cónsul de Suecia en Budapest
- Arturo Castellanos, cónsul general de El Salvador en Ginebra
- José María Barreto, cónsul general de Perú en Ginebra[19]
- Manuel Muñoz Borrero, diplomático de Ecuador
- Selahattin Ülkümen, diplomático turco y cónsul general de Turquía en Rodas
- El polaco Henryk Sławik
- Los portugueses Carlos Sampaio Garrido y Carlos de Liz-Texeira Branquinho
- Los diplomáticos italianos Giorgio Perlasca, Angelo Rotta y Gennaro Verolino[20]
- Samuel del Campo, diplomático chileno
- Gilberto Bosques , Diplomático Mexicano.
- Ho Feng-Shan, cónsul general de China en Viena (más tarde de Taiwán).

También han sido numerosos los alemanes que pusieron su vida en peligro al desobedecer las leyes de su propio país, en tanto que militares o civiles empleados en los países ocupados como Oskar Schindler cuya historia fue llevada al cine en la célebre película La lista de Schindler, en 1993 Quien formaba parte del partido nacionalsocialista y es una de las pocas personas que ha recibido ese merito formando parte del mismo junto con el capitán Wilm Hosenfeld, plasmado en la película El pianista, e Irena Sendler que ayudó a salvar a más de 2500 niños judíos de la muerte, y que fue llevada al cine en la película The Courageous Heart of Irena Sendler.
No solamente personas individuales han sido reconocidas como Justas sino también colectivos o incluso naciones en especial:
- Dinamarca y sus movimientos de la Resistencia cuya labor permitió salvar la mayor parte de la comunidad judía del país es decir, cerca de 7.000 personas sobre un total de 8.000 en una sola operación de evacuación hacia Suecia a través del estrecho de Oresund ejecutada en octubre de 1943.
- El pueblo de Nieuwlande, en la provincia de Drente, en los Países Bajos.
- En Francia, la villa de mayoría protestante de Le Chambon-sur-Lignon.

Entre las distintas formas de prestar ayuda por parte de los "Justos", Yad Vashem destaca las siguientes:
- Albergar a un niño o a su familia en su propio domicilio, incluyendo las dependencias de Instituciones religiosas o laicas de manera a esconderles de la vida pública.
- Procurar los medios para hacer pasar a la persona ayudada por un no judío como falsos documentos de identidad o certificados de bautismo.
- Ayudar a los judíos a alcanzar un territorio no hostil, asistiéndoles a atravesar las fronteras de manera segura como cuando se hacían acompañar a los niños y adultos por las vías de paso clandestinas .
- Adoptando a un niño judío temporalmente durante la guerra.

En cualquier caso, el registro del Yad Vashem se encuentra abierto y en continuo proceso de ampliación al considerar que son innumerables los casos de Justos que no pueden ser identificados por falta de testimonios.